# زين العابدين بن أحمد بن أغورلو محمد
زين العادين بن أحمد بن أغورلو محمد بن حسن قوصون (بالفارسية:  زین العابدین بن احمد بن اغورلو محمد بن اوزون حسن) وهو أحد سلاطين الآق قويونلو. حكم ديار بكر وما حولها خلال الفترة 1505 — 1508 في أواخر دولة الآق قويونلو خلفا لابن عمه الوند بن يوسف الذي توفي في ماردين.
حكم والده أحمد كوده سنة 1497.
في سنة 1508، استسلم للشاه إسماعيل الصفوي، فانحلت دولة الآق قويونلو وصارت جزءا من الدولة الصفوية في إيران.